# Gnocchi
Gnocchi /ˈn(j)ɒki/ là món bánh bao trong ẩm thực Ý với các nguyên liệu chính là khoai tây, bột mì, trứng, có thể có thêm phô mai. Bánh mềm, xốp, ăn hơi bột và được dùng kèm các loại nước xốt khác nhau. Kiểu điển hình nhất của gnocchi là ăn kèm với xốt cà chua, ngoài ra có thể dùng với xốt pesto hoặc xốt phô mai Gorgonzola.

## Từ nguyên
Gnocchi bắt nguồn từ "gnocco" trong tiếng Ý, có nghĩa là "bánh bao" hoặc "viên", từ này lại được cho là xuất phát từ từ "knohha" trong tiếng Lombard, có nghĩa là "mẩu" hoặc "khớp nối".
Tên gọi này được đặt theo hình dáng của bánh: từng viên nhỏ, có gờ giống như khớp nối.